# Lista över palestinska byar som avfolkades 1948
Cirka 500 palestinska byar avfolkades på sin arabiska befolkning i samband med kriget som följde på Israels grundande 1948. Många av dem koloniserades sedan av judiska invandrare medan andra jämnades med marken och blev nationalparker och kulturreservat i staten Israel.
Lista över palestinska byar som avfolkades 1948, nedan angivna efter distrikt:

## Acre
| - al-Amqa, militärt anfall 10-11 juli - Arab al-Samniyya - al-Bassa, militärt anfall, fördrivning - al-Birwa - al-Damun, militärt anfall, 15-16 juli - Dayr al-Qassi - al-Ghabisiyya - Iqrit - Iribbin, Khirbat - Jiddin, Khirbat | - al-Kabri, militärt anfall, terror, 21 maj - Kafr Bir'im - Kafr 'Inan - Kuwaykat, militärt anfall 10 juli - al-Manshiyya, militärt anfall 14 juli - al-Mansura - Mi'ar - al-Nabi Rubin - al-Nahr, militärt anfall 21 maj - al-Ruways | - Sha'ab - Suhmata - al-Sumayriyya - Suruh - al-Tall (Tell), militärt anfall 21 maj - Tarbikha - Umm al-Faraj, militärt anfall 21 maj - al-Zeeb (Zib), militärt anfall 14 maj |

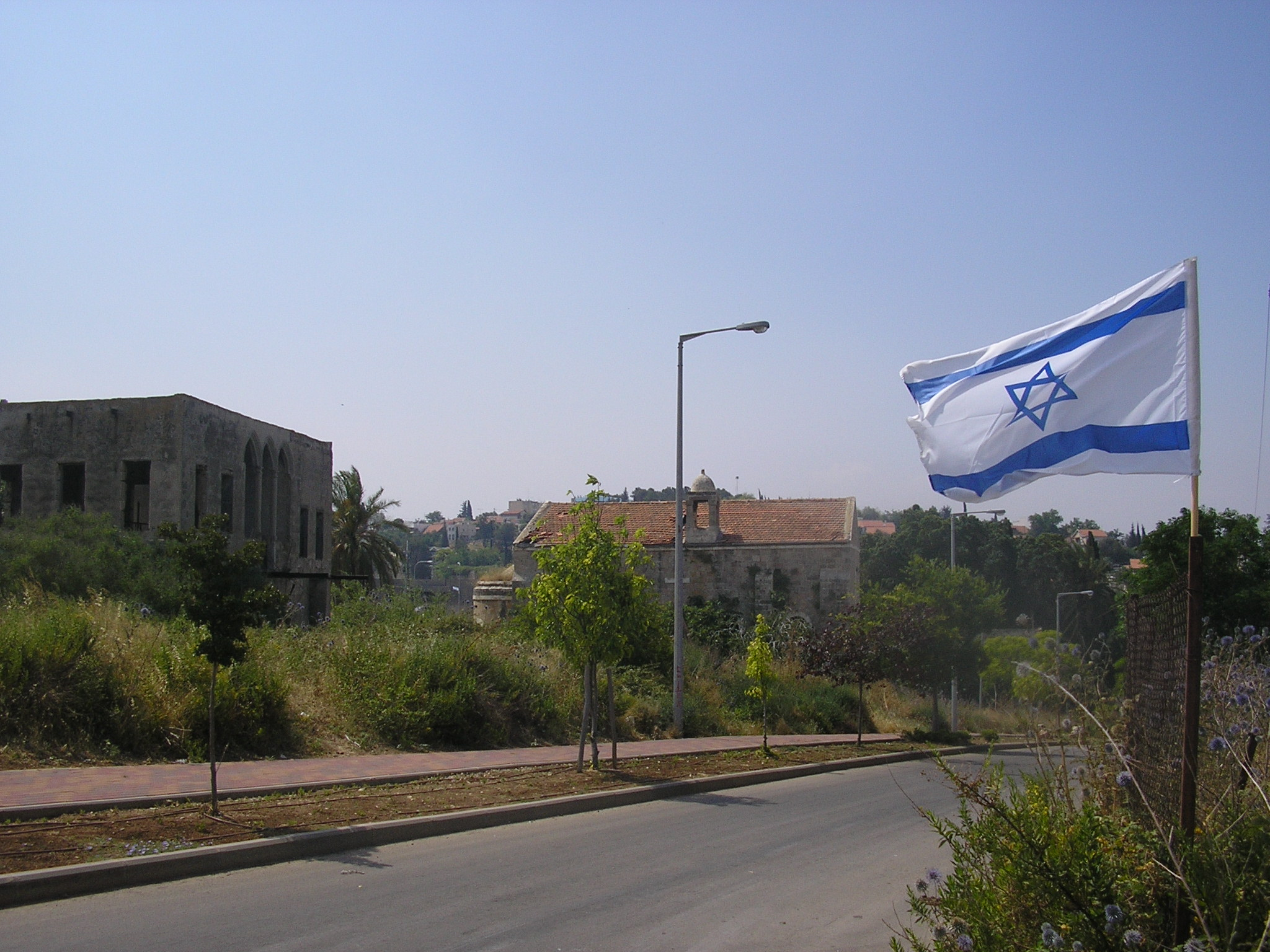
Al-Bassa 2005
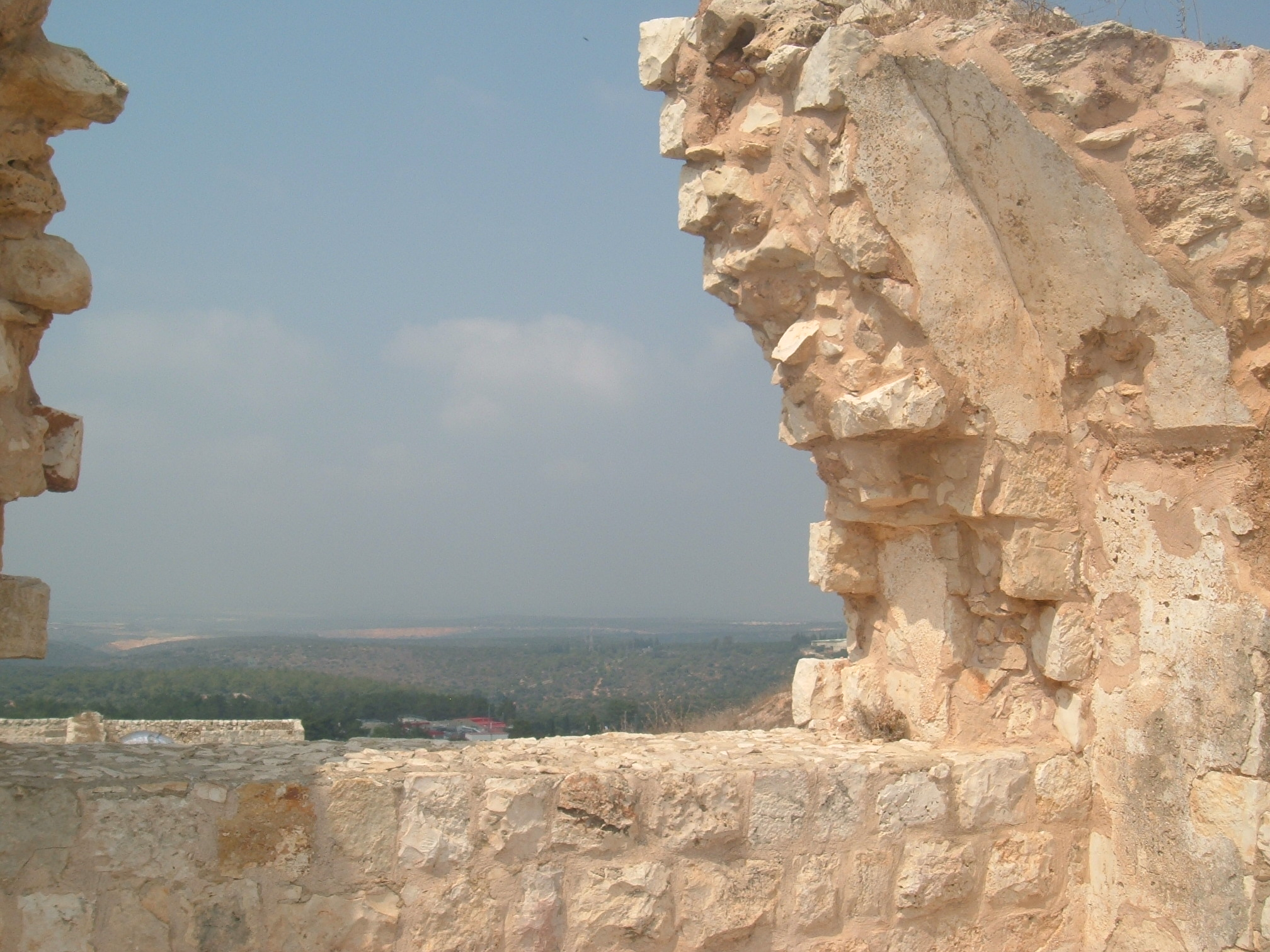
Jiddin, Khirbat, 2007
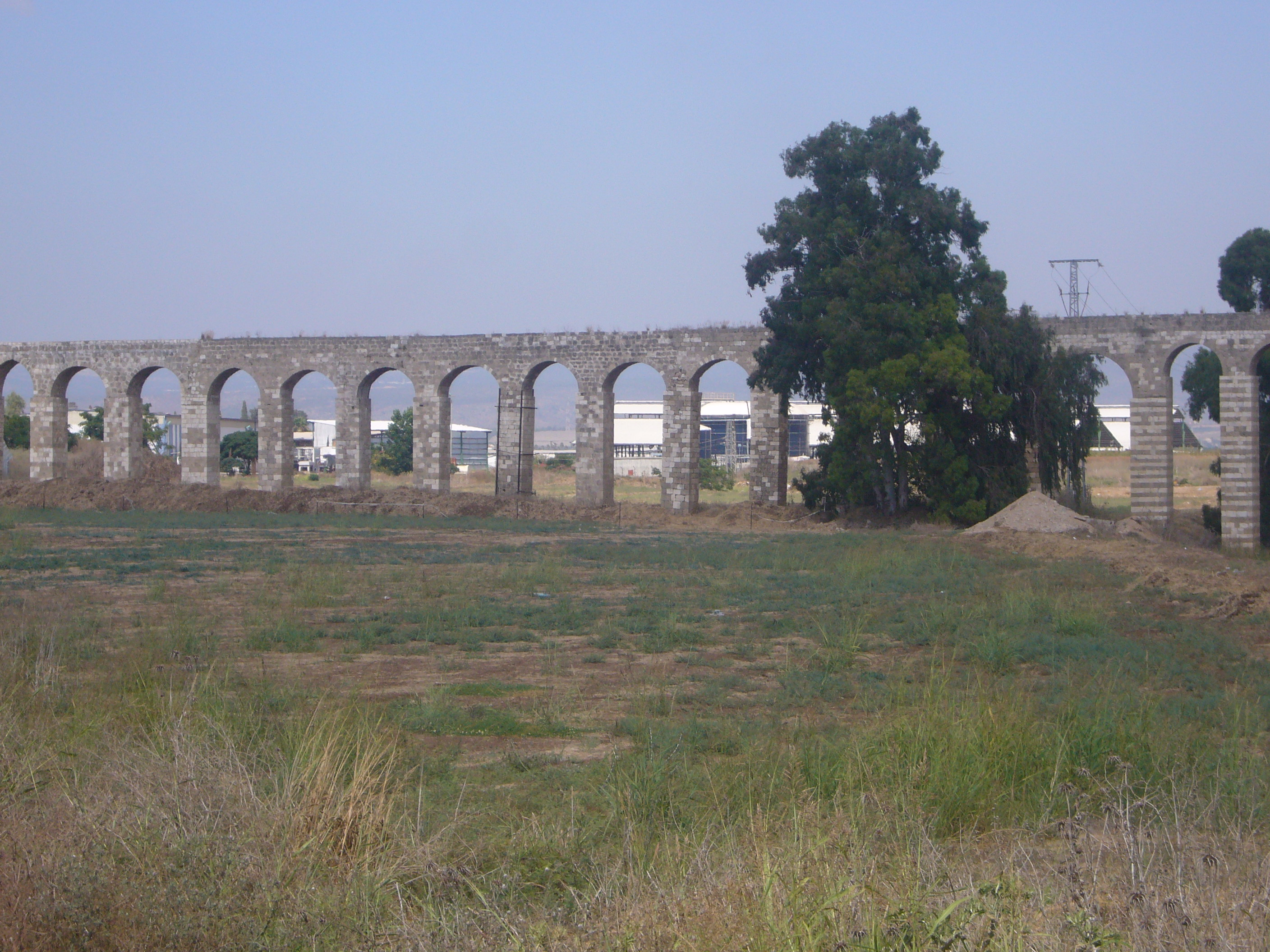
al-Sumayriyya, 2008
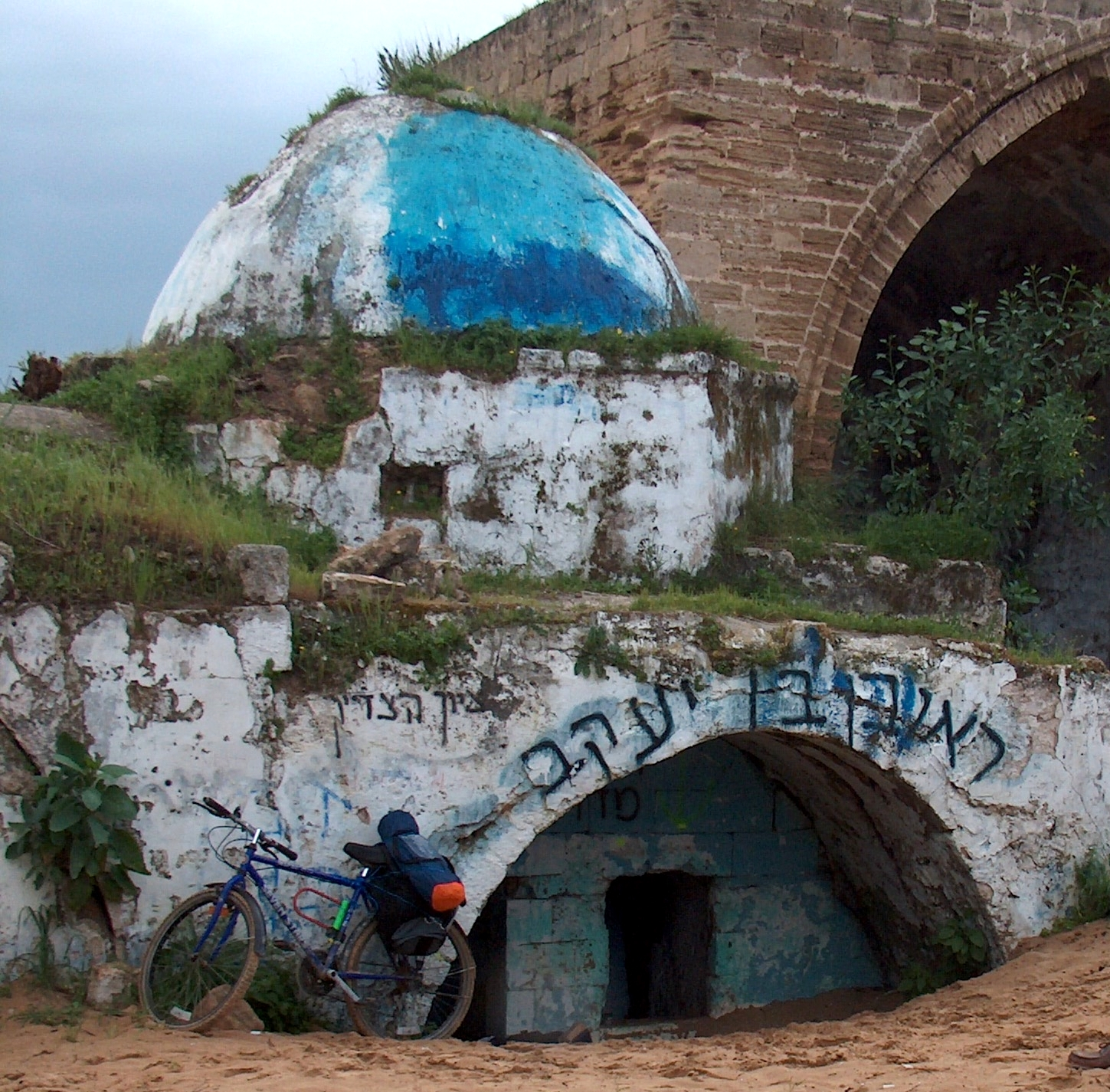
Nabi Rubin, 2005

## Baysan
| - Arab al-'Arida - Arab al-Bawati - Arab al-Safa - al-Ashrafiyya - Al-Bira, Baysan - Danna - Farwana - al-Fatur - al-Ghazzawiyya - al-Hamidiyya | - Al-Hamra, Baysan - Jabbul - Kafra - Kawkab al-Hawa - al-Khunayzir - Masil al-Jizl - al-Murassas - Qumya - al-Sakhina - al-Samiriyya | - Sirin, Arabisk evakueringsorder april-maj 1948. - Tall al-Shawk - al-Taqa, Khirbat - al-Tira - Umm 'Ajra - Umm Sabuna, Khirbat - Yubla - Zab'a - al-Zawiya, Khirbat |

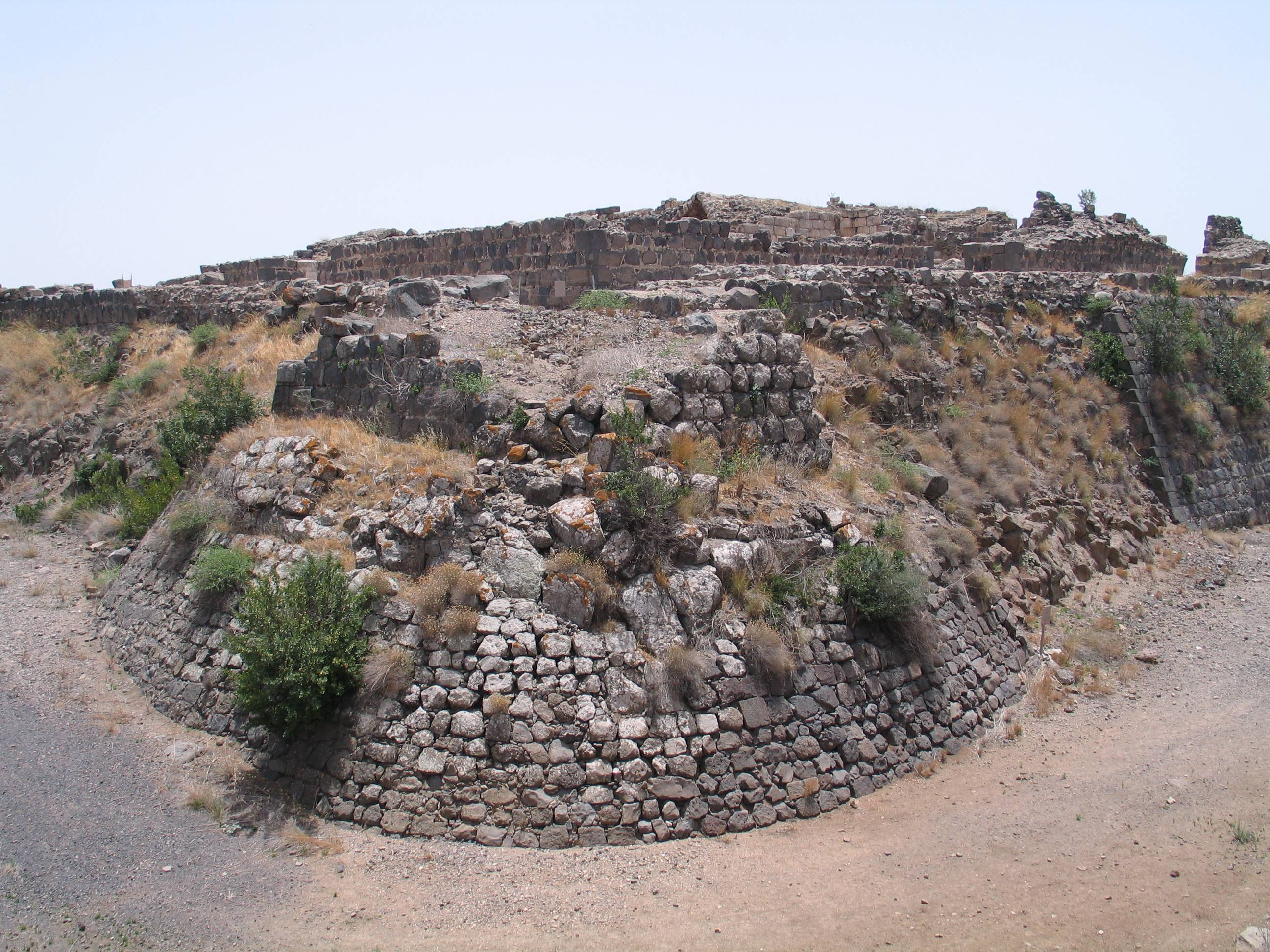
Belvoir-fortet i Kawkab al-Hawa, 2008

## Beersheba
- Beersheba, militärt anfall, fördrivningar 20 oktober
- al-Imara
- al-Jammama
- al-Khalasa

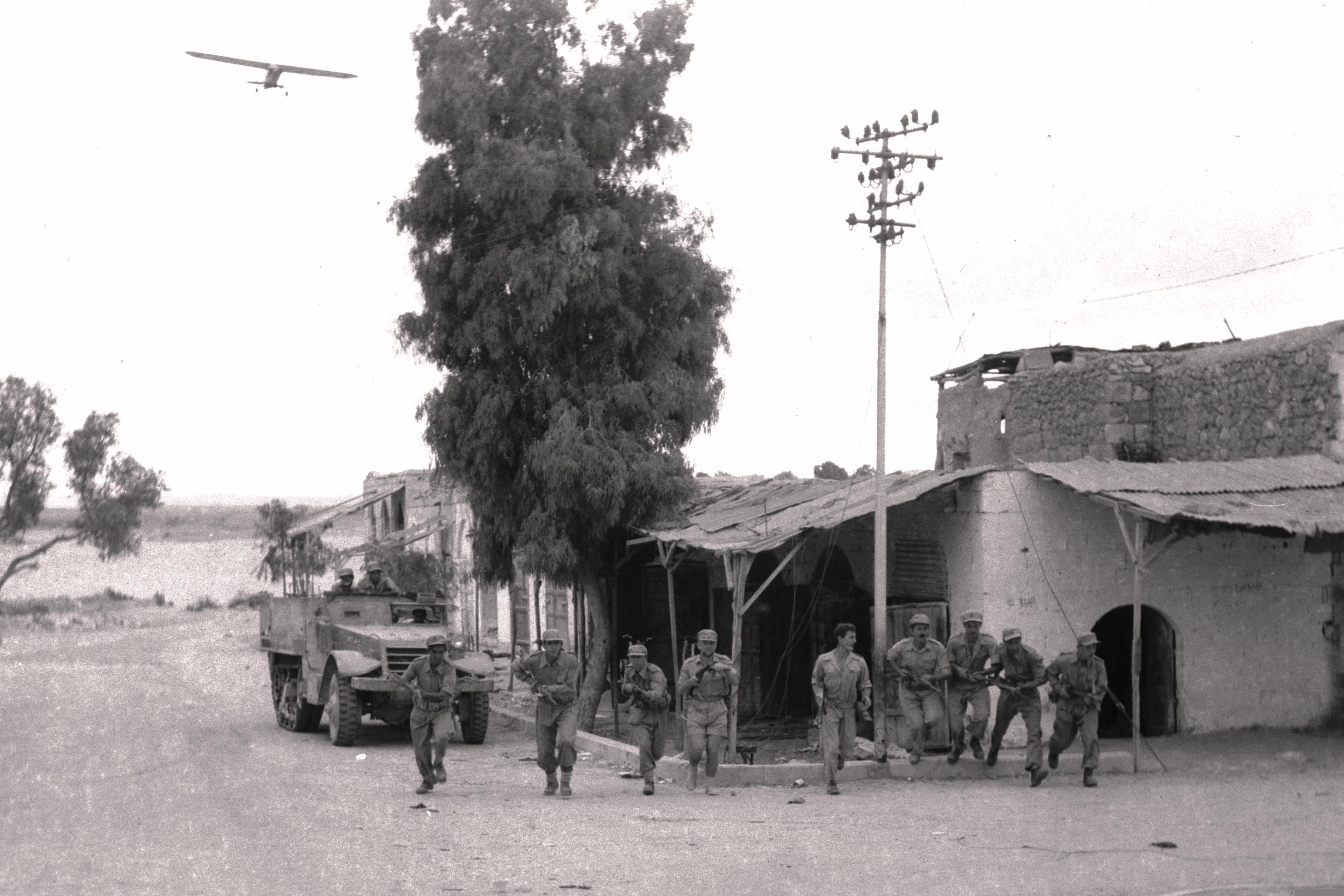
Israelisk trupp i Beersheba, 20 oktober 1948

## Gazaremsan
| - Arab Suqrir - Barbara - Barqa - al-Batani al-Gharbi - al-Batani al-Sharqi - Beit Daras - Bayt 'Affa - Bayt Jirja - Bayt Tima - Bil'in - Burayr - Dayr Sunayd - Dimra - al-Faluja - Hamama | - Hatta - Hiribya - Huj - Hulayqat - Ibdis - Iraq al-Manshiyya - Iraq Suwaydan - Isdud - al-Jaladiyya - al-Jiyya - Julis - al-Jura - Jusayr - Karatiyya - Kawfakha | - Kawkaba - al-Khisas - al-Majdal - al-Masmiyya al-Kabira - al-Masmiyya al-Saghira - al-Muharraqa - Najd - Ni'ilya - Qastina - al-Sawafir al-Gharbiyya - al-Sawafir al-Shamaliyya - al-Sawafir al-Sharqiyya - Simsim - Summil - Tall al-Turmus - Yasur |

Al-Faluja, 28 februari 1949

## Haifa
| - Abu Shusha, massaker - Abu Zurayq - Arab al-Fuqara - Arab al-Nufay'at - Arab Zahrat al-Dumayri - Ayn Ghazal - Balad al-Shaykh - Barrat Qisarya - Beisan (Beit She'an) - Burayka - al-Burj, Khirbat - al-Butaymat - Daliyat al-Rawha' - al-Dumun, Khirbat - Ain Hawd - al-Ghubayya al-Fawqa - al-Ghubayya al-Tahta - Haifa - Hawsha | - Ijzim - Jaba' - al-Jalama - Kabara - al-Kafrayn - Kafr Lam - al-Kasayir, Khirbat - Khubbayza - Lid, Khirbat - al-Manara, Khirbat - al-Mansi - al-Mansura, Khirbat - al-Mazar - al-Naghnaghiyya - Qannir - Qira - Qisarya - Qumbaza | - al-Rihaniyya - Sabbarin - al-Sarafand - al-Sarkas, Khirbat - Sa'sa', Khirbat - al-Sawamir - al-Shuna, Khirbat - al-Sindiyana - al-Tantura - al-Tira - Tiberias - Umm al-Shawf - Umm al-Zinat - Wa'arat al-Sarris - Wadi Ara (village) - Yajur, Haifa |

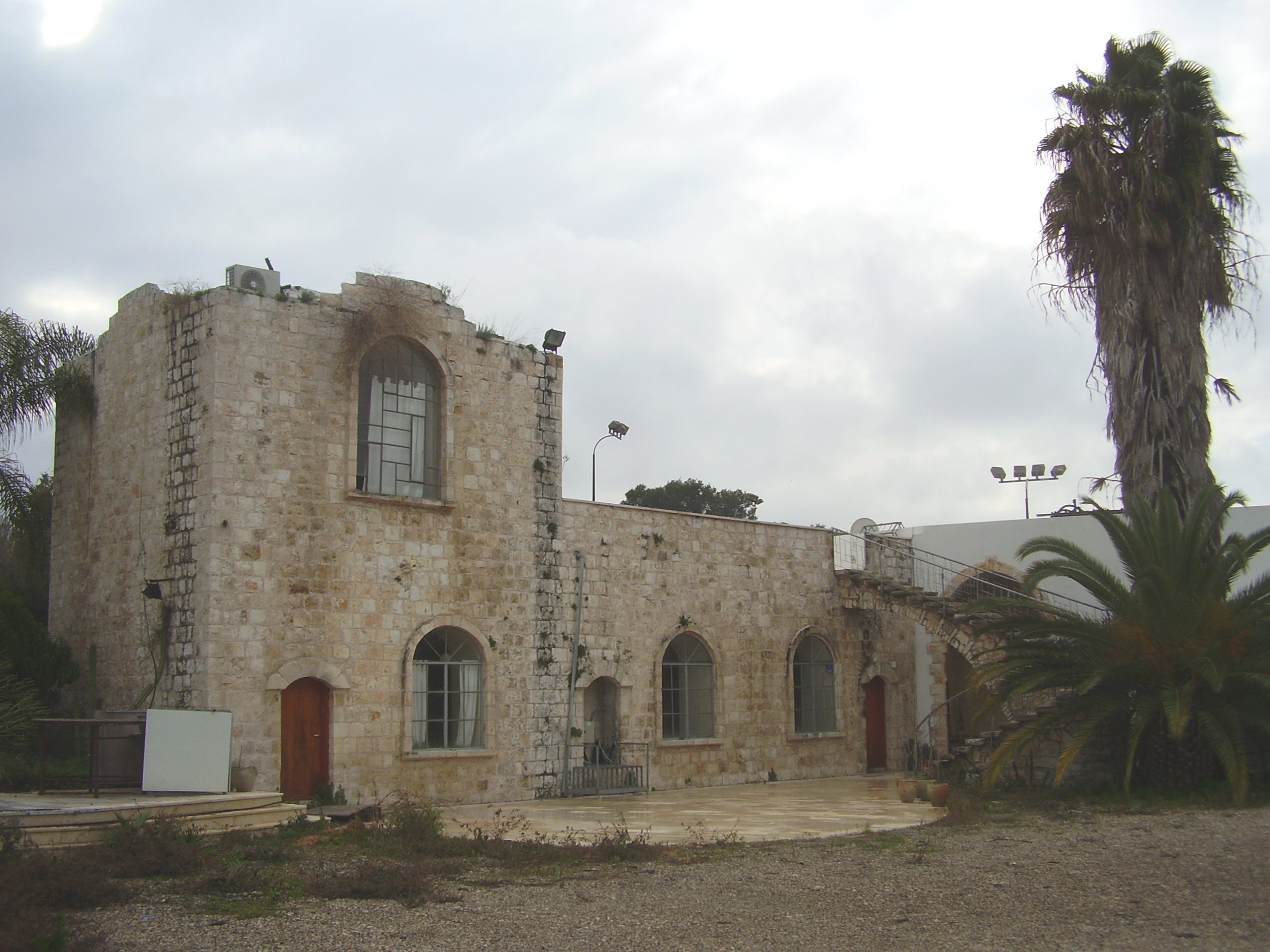
Wadi Ara, 2007

## Fotnoter
1. ↑  Påståendet att de landområden som ingår i statsbildningen Israel inte skall ha hyst någon ursprunglig befolkning och att de judiska immigranterna ska ha koloniserat i princip folktomma områden beskrivs bland annat av den judiske historikern Norman Finkelstein som en vid tiden innan Israels grundande sionistisk förfalskning av verkligheten för att få världssamfundet mer välvilligt inställd till skapandet av en judisk stat. Tvärtom, menar han, är staten Israel byggd på ruinerna av ett sönderslaget palestinskt samhälle, (Image and Reality of the Israel-Palestine Conflict, Norman G. Finkelstein, Verso, 2003, andra kapitlet, "A Land Without a People") en slutsats som även historikern Benny Morris drar.
2. 1 2 3 4 5 6 7 8 9 10 11 12  Morris 2004, s. xv.
3. ↑  Morris, 2004, sid. 423, 514 och 536.
4. ↑  Morris, 2004, sid. 177.
5. ↑  Shavit, 2004.